# Pascal Soriot

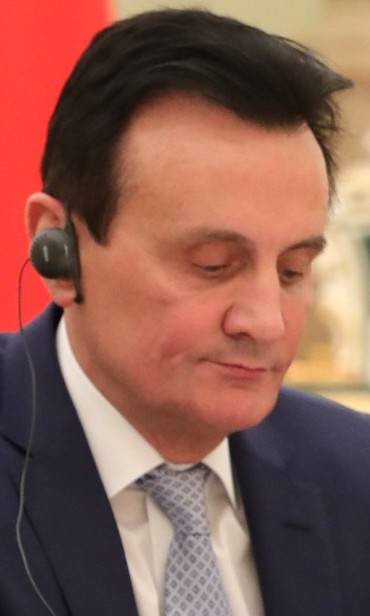
Pascal Soriot 2019

Sir Pascal Claude Roland Soriot (* 23. Mai 1959 in Großraum Paris) ist ein französisch-australischer Pharmamanager und seit Oktober 2012 Chief Executive Officer des multinationalen Pharmaunternehmens AstraZeneca.

## Frühes Leben und Ausbildung
Soriot studierte Veterinärmedizin an der École nationale vétérinaire d'Alfort in Maisons-Alfort im Südosten von Paris und legte 1981 das Examen ab. Anschließend praktizierte er von 1981 bis 1984 als Tierarzt für Pferde in Maisons-Alfort. Ab 1984 studierte er Wirtschaftswissenschaften und erwarb 1986 einen MBA an der HEC Paris. Sein Vater starb als Soriot 20 Jahre alt war.

## Laufbahn

### Roussel Uclaf
Im April 1986 trat er bei Roussel Uclaf (ehemals zweitgrößtes pharmazeutisches Unternehmen Frankreichs, bis es 1997 von der Hoechst AG aufgekauft wurde) als Vertriebsmitarbeiter in Australien ein und wurde 1987 Vertriebsmanager in Neuseeland. In Australien war er ab 1989 für den Aufbau von Marketing und Vertrieb zuständig. Im Jahr 1996 wurde er General Manager von Hoechst Marion Roussel (HMR) in Australien. 1997 wurde er Regional Vice President der HMR für Asien-Pazifik und zog im April 1997 nach Tokio.

### Aventis
Nach Fusion von Hoechst mit Rhône Poulenc zur Aventis im Jahr 1999 wechselte er 2000 zu Aventis in den Vereinigten Staaten und wurde 2002 Chief Operating Officer von Aventis USA, das 2004 zu Sanofi-Aventis USA wurde, wo er für die kaufmännischen Aktivitäten zuständig war.

### Roche
Soriot ging 2006 zu Hoffmann-La Roche und leitete das strategische Marketing. Anfang 2007 berief ihn Franz B. Humer in den erweiterten Vorstand und übertrug ihm die Verantwortung für die kaufmännische Leitung. Ab 2008 war er für die Integration der Roche-Tochter Genentech in San Francisco zuständig, deren Chief Executive Officer (CEO) er von April 2009 bis 2010 war. 2010 kehrte er als Chief Operating Officer zur Roche Pharma AG zurück und wurde in der wichtigsten Sparte Pharmaceuticals (patentgeschützte Arzneimittel) Chief Operating Officer (COO).

### AstraZeneca

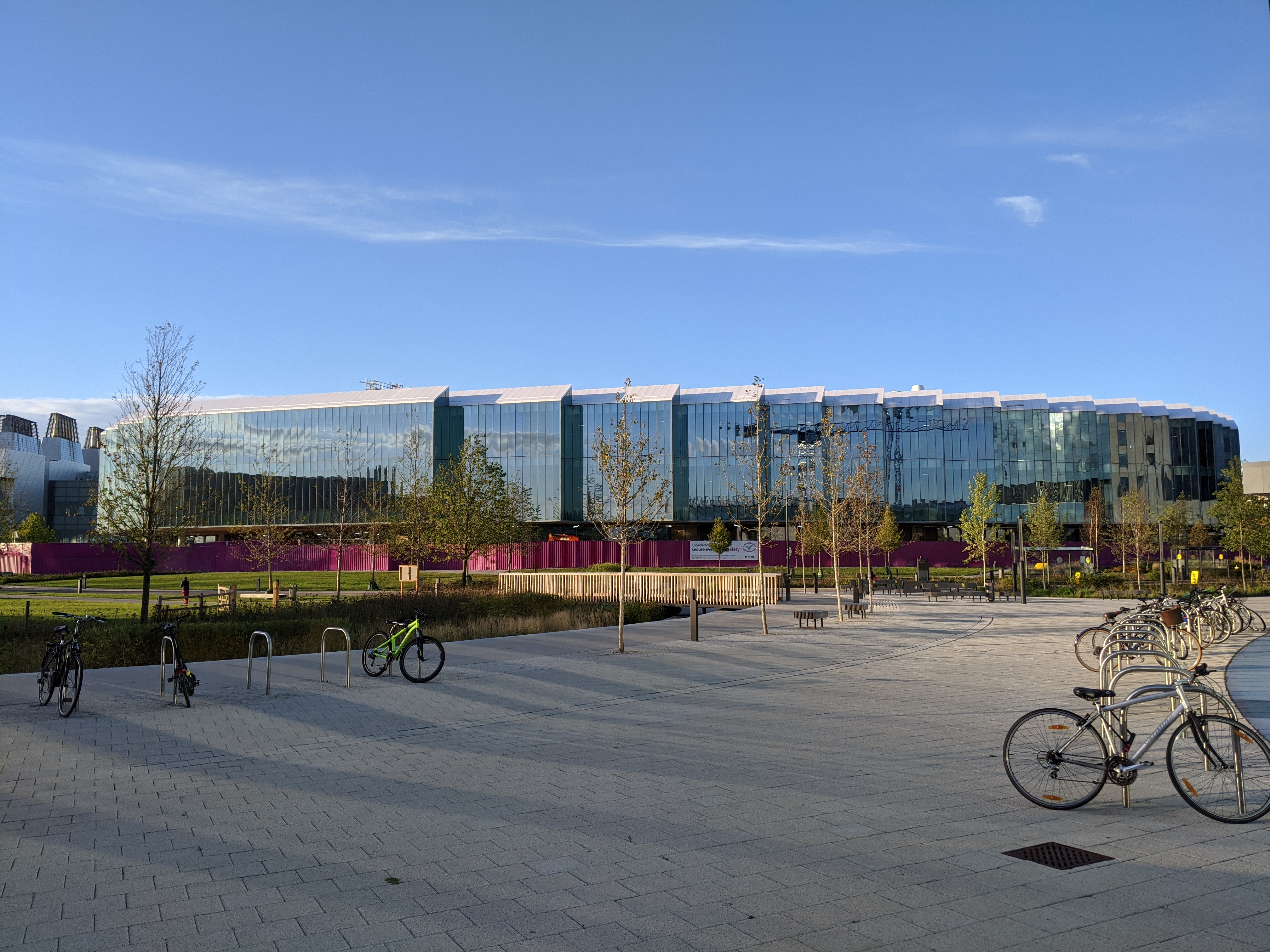
AstraZeneca Konzern- und Forschungszentrale in Cambridge UK

Im August 2012 wurde er im Alter von 53 Jahren zum neuen Vorstandsvorsitzenden von AstraZeneca, dem fünftgrößten Pharmaunternehmen der Welt mit Sitz in Alderley Park südlich von Manchester, ernannt. Er trat den Posten am 1. Oktober 2012 an und folgte auf Wunsch des neuen Verwaltungsratschefs Leif Johansson dem im April ausgeschiedenen David Brennan. In einem Rationalisierungsprogramm baute er von 2013 bis 2016 5500 Stellen (10 % der weltweiten Belegschaft) und stoppte Aktienrückkaufprogramme zugunsten von Forschung und Entwicklung, die sich auf die Felder Onkologie, Erkrankungen der Atemwege und Herz/Kreislauferkrankungen konzentrierte. Die Felder Impfstoffe, Nervenkrankheiten und Infektionen wurden dafür aufgegeben. Durch Aufkauf von Unternehmen, wie z. B. Übernahme des Joit Venture-Anteils von Bristol Myers Sqibb am Joint Venture für Diabetes-Arzneimittel  (2013), dem niederländischen Krebstherapie-Unternehmen Acerta (2016), dem US-Biotechnologieanbieter ZS Pharma (2015) und dem US-Spezialisten für seltenen Krankheiten Alexion Pharmaceuticals (2020) entwickelte sich Astra Zeneca zum maßgeblichen Anbieter in der Krebstherapie.
2014 konnte Soriot die feindliche Übernahme durch Pfizer verhindern, die 144 Mrd. US$ geboten hatten. 2016 konnte Astra Zeneca die neue, für rund 1 Mrd. Euro errichtete Konzern- und Forschungszentrale im Cambridge Biomedical Campus beziehen.

## Kritik
Im September 2018 machte er Schlagzeilen, als er sein Gehalt von 9,4 Mio. £ in Form von Gehalt und Boni kommentierte. „Die Wahrheit ist, dass ich der am schlechtesten bezahlte CEO in der ganzen Branche bin“ sagte er. 'Es ist bis zu einem gewissen Grad ärgerlich. Aber am Ende des Tages ist es, wie es eben ist.'
In einer öffentlichen Anhörung im Europa-Parlament in Straßburg im Februar 2021 zu den verzögerten Lieferungen des Impfstoffs AZD1222 von AstraZeneca konnte Soriot keine überzeugende Antwort geben und reagierte mit den immergleichen Floskeln, „dass der Produktionsprozess eines Impfstoffs ‚hochkomplex‘ sei, er von ‚Tausenden von Parametern‘ abhänge, für deren Zusammenspiel ein Unternehmen normalerweise viel mehr Zeit brauche“ äußerte sich aber nicht zu dem umstrittenen Liefervertrag.
Die finnische Linken-Europaabgeordnete Silvia Modig sagte bei der Befragung „Monsieur Soriot, Sie sind wie ein Stück nasse Seife. Man kann danach greifen wie man will, Sie entwischen uns immer wieder.“ Er könne nicht wirklich erklären, warum sein Unternehmen bislang deutlich weniger Impfstoff in die EU geliefert hat als im Liefervertrag zugesagt. Die niederländische Christdemokratin Esther de Lange warf Soriot sogar vor, sich wie ein „unzuverlässiger Gebrauchtwagenhändler“ zu benehmen.

## Privatleben
Soriot ist verheiratet und hat zwei Kinder Als er nach Japan versetzt wurde, zog seine Frau 1997 mit den Kindern zurück nach Sydney. Seine Kinder entschieden sich dann, dauerhaft dort zu leben. Pascal Soriot kehrt oft dorthin zurück und erhielt so die australische Staatsbürgerschaft. Er hat drei Brüder, die alle Ärzte sind.
Soriot ist Mitglied im Dolder Club, einem privaten Forum für Vertreter der Pharmaindustrie, dessen Treffen geheim gehalten werden.